# Benedictus Estephanus Rolly Untu
Benedictus Estephanus Rolly Untu MSC (ur. 4 stycznia 1957 w Lembean) – indonezyjski duchowny rzymskokatolicki, od 2017 biskup Manado.

## Życiorys
Święcenia prezbiteratu otrzymał 29 czerwca 1983 w zgromadzeniu Misjonarzy Najświętszego Serca Jezusowego. Pracował głównie w placówkach formacyjnych dla przyszłych zakonników, był też m.in. wicerektorem szkoły filozoficznej w Pineleng oraz wiceprzełożonym i przełożonym indonezyjskiej prowincji zakonnej.
12 kwietnia 2017 papież Franciszek prekonizował go biskupem Manado. Sakry biskupiej udzielił mu 8 lipca 2017 abp Antonio Guido Filipazzi.